# Gruska (Gemeinde Gurk)
Gruska, mundartlich in der Grußgau, ist eine Ortschaft in der Gemeinde Gurk im Bezirk Sankt Veit an der Glan in Kärnten (Österreich). Die Ortschaft hat 16 Einwohner (Stand 1. Jänner 2024).

## Lage

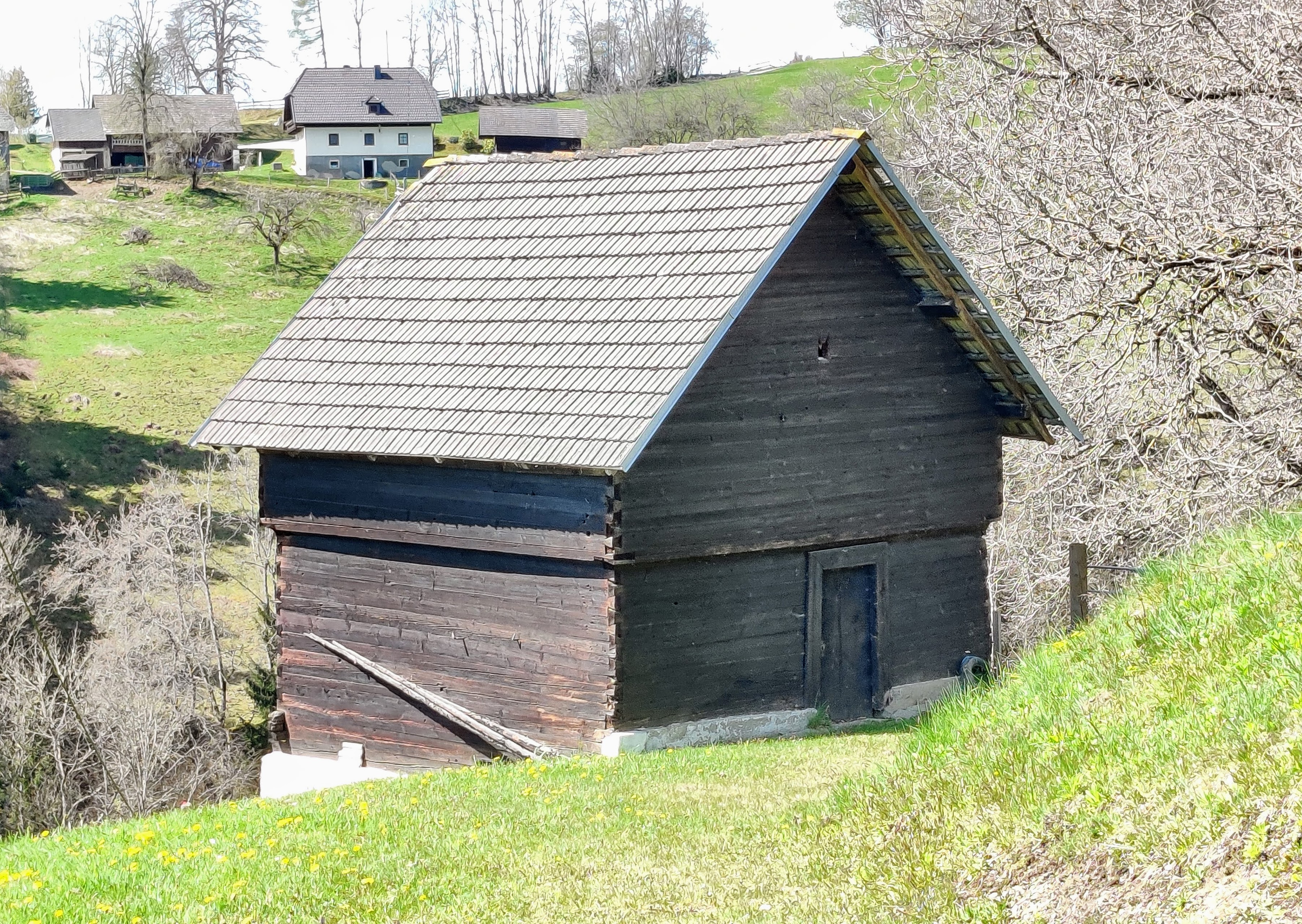
Getreidekasten beim Dueller. Im Hintergrund die Hanslhube.

Die Ortschaft liegt sonnseitig am nördlichen Höhenzug der Wimitzer Berge, mitten in der  Katastralgemeinde Gruska, etwa 5 Straßenkilometer westsüdwestlich des Pfarrorts Pisweg.
Der Kern des Orts wird auf etwa 940 m Höhe von den Höfen Trattenkeusche (Haus Nr. 4) und Hanslhube oder Mirnighube (Nr. 5) samt Nebengebäuden gebildet; hier befand sich auch der Ende des 20. Jahrhunderts abgekommene Hof mit der Hausnummer 1. 350 m nordöstlich davon liegt der Hof Dueller (Nr. 6), weitere 350 m nordöstlich davon die Tameggerkeusche (Nr. 10). Jeweils etwa 300 bis 600 m südwestlich bis südöstlich des Ortskerns liegen in einer Höhe von knapp unter 900 m die Häuser bzw. Höfe Jedelnig (Nr. 2), Aichbauer oder Aichkeusche (Nr. 8 und 11), Brunnbauer (Nr. 9) und das Haus Nummer 3.

## Geschichte
Auf dem Gebiet der Steuergemeinde Gruska gelegen, gehörte Gruska in der ersten Hälfte des 19. Jahrhunderts zum Steuerbezirk Kraig und Nußberg. Bei Gründung der Ortsgemeinden im Zuge der Verwaltungsreformen Mitte des 19. Jahrhunderts kam Gruska an die Gemeinde Pisweg. Seit der Gemeindestrukturreform 1972 gehört der Ort zur Gemeinde Gurk.

## Bevölkerungsentwicklung
Für die Ortschaft ermittelte man folgende Einwohnerzahlen:
- 1869: 10 Häuser, 68 Einwohner[3]
- 1880: 9 Häuser, 63 Einwohner[4]
- 1890: 10 Häuser, 67 Einwohner[5]
- 1900: 9 Häuser, 59 Einwohner[6]
- 1910: 8 Häuser, 59 Einwohner[7]
- 1923: 8 Häuser, 45 Einwohner[8]
- 1934: 57 Einwohner[9]
- 1961: 7 Häuser, 45 Einwohner[10]
- 2001: 6 Gebäude (davon 5 mit Hauptwohnsitz) mit 7 Wohnungen; 32 Einwohner und 0 Nebenwohnsitzfälle; 6 Haushalte; 0 Arbeitsstätten, 5 land- und forstwirtschaftliche Betriebe[11]
- 2011: 7 Gebäude, 24 Einwohner, 7 Haushalte, 1 Arbeitsstätte[12]
- 2021: 7 Gebäude, 19 Einwohner, 7 Haushalte, 2 Arbeitsstätten[13]